# Breddenberg
Breddenberg település Németországban, azon belül Alsó-Szászország tartományban. Lakosainak száma 846 fő (2023. december 31.). Breddenberg Esterwegen, Surwold, Lorup és Börger községekkel határos.

## Népesség
A település népességének változása:
| Lakosok száma | 815  | 820  | 807  | 827  | 842  | 846  |
|               | 2016 | 2017 | 2019 | 2021 | 2022 | 2023 |

## Látnivalók
- A Szent Mihály-templom: egyhajós román stílusú épület. A homlokzati torony piramis alakú sisakkal készült. Vakolatlan téglaépület pilasztersávos és támpilléres szerkezettel. A katolikus templom 1920–30 körül épült.